# 2-pyrrolidon
2-Pyrrolidon je organická sloučenina složená z pětičlenného laktamového kruhu, je tak nejjednodušším γ-laktamem. Tato bezbarvá kapalina je mísitelná s vodou i většinou organických rozpouštědel.
Průmyslově se vyrábí reakcí γ-butyrolaktonu s amoniakem. Dalším způsobem přípravy je částečná hydrogenace sukcinimidu a karbonylace allylaminu s methylaminem. 2-Pyrrolidon je meziproduktem při výrobě N-vinylpyrrolidonu a piracetamu.
Tato látka dráždí oči.

## Použití
Z 2-pyrrolidonu se vyrábí jeho deriváty, k nimž patří mnoho léčiv, například:
- kotinin
- doxapram
- piracetam
- N-vinylpyrrolidon
- povidon
- ethosuximid

2-Pyrrolidon se využívá jako součást náplní v inkoustových tiskárnách.